# نیروگاه اتمی تملین
نیروگاه اتمی تملین (به چکی:Jaderná elektrárna Temelín, JETE) یکی از نیروگاه‌های اتمی جمهوری چک است که در جنوب جمهوری چک نزدیک شهر تملین واقع است.
ظرفیت تولید برق کامل این نیروگاه ۲۰۰۰ مگاوات است. این نیروگاه دو بلوک از چهار بلوک اصل برنامه‌ریزی شده دارد. در سال ۲۰۰۶ این نیروگاه حدود ۱۲ تراوات ساعت برق تولید کرد.

## تاریخچه
نیروگاه اتمی تملین بزرگ‌ترین نیروگاه اتمی در جمهوری چک است و یکی از جدیدترین نیروگاه‌های اتمی در اروپا است. ساخت این نیروگاه در سال ۱۹۸۵ آغاز شد و در سال ۲۰۰۰ سوخت هسته ای به بلوک اول رسید. عملیات آزمایشی در سال ۲۰۰۲ آغاز شد.

## اطلاعات فنی
پروژه اصلی این نیروگاه در روسیه (اتحاد جماهیر شوروی) فناوری است و سیستم کنترل آمریکایی است. مأموریت آژانس بین‌المللی انرژی اتمی در سال ۱۹۹۶ به نظر رسید که ترکیبی از روش‌های شرقی و غربی به امنیت بیشتر منجر شود. امنیت این نیروگاه بر اساس اصول فیزیکی و فنی تأسیس شده است.

### رآکتور هسته ای
نیروگاه اتمی تملین دو راکتور آب تحت فشار دارد. قدرت خروجی هر رآکتور ۳۰۰۰ مگاوات است. وزن رآکتور بدون خنک‌کننده حدود ۸۰۰ تن است. این رآکتور به وسیله آسید بوریک خنک شده است. این رآکتور از سوخت دی‌اکسید اورانیوم (UO2) با غنای ۴٬۲ در صد استفاده می‌کند.

### برجهای خنک‌کننده
نیروگاه اتمی تملین چهار برج خنک‌کننده دارد. ارتفاع هر برج ۱۵۴٬۸ متر است و حداکثر سرعت جریان ۱۷٬۳ متر مکعب در ثانیه است.

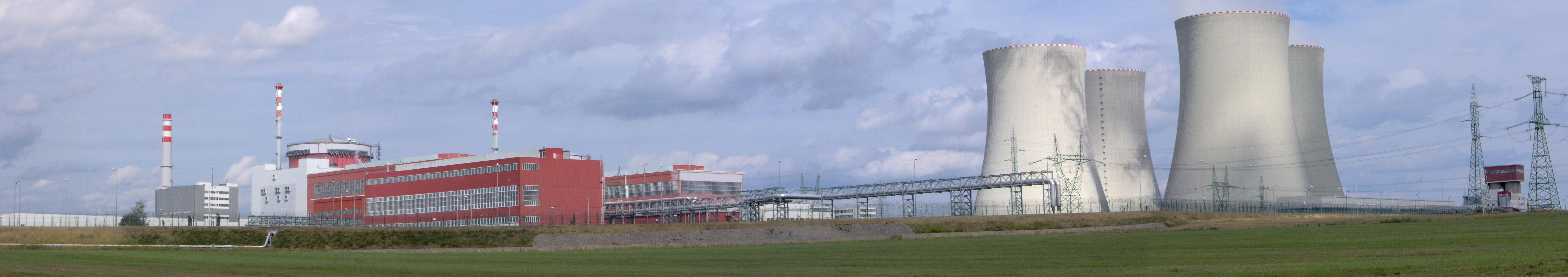
نیروگاه اتمی تملین